# Arbrissel
Arbrissel é uma comuna francesa na região administrativa da Bretanha, no departamento Ille-et-Vilaine. Estende-se por uma área de 4,65 km². Em 2010 a comuna tinha 322 habitantes (densidade: 69,2 hab./km²).